# South Orange Open 1975
Il South Orange Open 1975 è stato un torneo di tennis giocato sulla terra verde. È stata la 6ª edizione del torneo, che fa parte del Commercial Union Assurance Grand Prix 1975. Si è giocato a South Orange negli USA dal 18 al 26 agosto 1975.

## Campioni

### Singolare maschile
Ilie Năstase ha battuto in finale  Bob Hewitt con il punteggio di 7–6, 6–1

### Doppio maschile
Jimmy Connors /  Ilie Năstase hanno battuto in finale  Dick Crealy /  John Lloyd con il punteggio di 7–6, 7–5